# Chapui
Chapui è una suddivisione dell'India, classificata come census town, di 5.185 abitanti, situata nel distretto di Bardhaman, nello stato federato del Bengala Occidentale. In base al numero di abitanti la città rientra nella classe V (da 5.000 a 9.999 persone).

## Geografia fisica
La città è situata a 23° 39' 36 N e 87° 01' 59 E.

## Società

### Evoluzione demografica
Al censimento del 2001 la popolazione di Chapui assommava a 5.185 persone, delle quali 2.848 maschi e 2.337 femmine. I bambini di età inferiore o uguale ai sei anni assommavano a 646, dei quali 346 maschi e 300 femmine. Infine, coloro che erano in grado di saper almeno leggere e scrivere erano 3.084, dei quali 2.011 maschi e 1.073 femmine.